# 清富藩
清富藩（きよどめはん）は、江戸時代の前期に但馬国二方郡に存在した藩。同郡清富村（現在の兵庫県新温泉町）に陣屋があった。

## 藩史
宮城豊盛は豊臣政権において豊後国日田郡の代官を務めていたが、関ヶ原の戦いで西軍について改易される。しかし、養嗣子の頼久が実兄の山崎家盛から二方郡内に6000石を分知されて徳川家康に仕えたことで再興が許された。同郡芦屋城跡の東麓に芦屋陣屋が設けられた。
頼久の子である宮城豊嗣は、寛永4年（1627年）に加増を受けて二方郡全域と気多郡の4か村合わせて1万3000石を領して大名となり、清富の観音山（相応峰寺城跡）南麓に新たに清富陣屋を設けて移転した。
豊嗣が領国に下った記録がないため、定府大名であった可能性があり、清富に駐在した家臣が実際の支配を行った。検地の実施や岸田川の改修、清富村の城下町としての整備などを行ったが、承応2年（1653年）に豊嗣が跡継ぎのいないまま病死、清富藩は無嗣断絶となり、26年間で改易、所領は収公された。

## 歴代藩主
宮城家
1.3万石。外様。
1. 宮城豊嗣